# Maruja Mallo

Maruja Mallo, Signatur

Maruja Mallo (* 5. Januar 1902 in Viveiro, Provinz Lugo; † 6. Februar 1995 in Madrid) war eine galicisch-spanische Malerin des Surrealismus.

## Leben und Werk
Mallo studierte von 1922 bis 1926 in Madrid an der Königlichen Akademie der Schönen Künste von San Fernando und 1928 organisierte José Ortega y Gasset im Madrider Büro der Zeitschrift Revista de Occidente eine erste Ausstellung ihrer Bilder, die im Stil des Magischen Realismus und der Neuen Sachlichkeit gemalt waren. Sie lernte Salvador Dalí, den Schriftsteller García Lorca und den Filmemacher Luis Buñuel kennen und bewegte sich im Literatenkreis der Generación del 27. Mallo reiste ab 1932 regelmäßig nach Paris und traf Paul Éluard, Joan Miró, Giorgio de Chirico, Ernst und René Magritte und trat der avantgardistischen „Schule von Vallecas“ von Benjamin Palencia und Alberto Sánchez bei. Mit Ausbruch des Spanischen Bürgerkriegs flüchtete sie 1936 nach Buenos Aires, wo sie Frauenporträts malte und 1939 ihr erstes Buch über spanische Plastik veröffentlichte. Sie reiste nach Uruguay, Bolivien und mit dem chilenischen Dichter Pablo Neruda auf die Osterinseln. In New York lernte sie Andy Warhol kennen. 1965 kehrte sie nach Madrid zurück. 1990 erhielt Mallo die Goldmedaille von Madrid und 1991 die Goldmedaille der Xunta de Galicia. 1995 erhielt sie kurz vor ihrem Tod die „Medaille zum Verdienst der Schönen Künste“ und den „Nationalen Preis der Plastischen Künste“.

## Werke
- El Mago/Pim Pam Pum (1926)
- La verbena. (1927)
- La kermesse. (1928)
- Canto de las espigas. (1929)
- La huella. (1929)
- Antro de Fosiles. (1930)
- Tierra y excrementos. (1932)
- Sorpresa en el trigo. (1936)
- Figuras. (1937)
- Cabeza de mujer. (1941)
- Máscaras. (1942)
- Serie Las naturalezas vivas. (1942)
- El racimo de uvas. (1944)
- Oro. (1951)
- Agol. (1969)
- Geonauta. (1975)
- Selvatro. (1979)
- Concorde. (1979)
- Máscara tres-veinte. (1979)
- Airagu. (1979)
- Acróbatas macro y microcosmos. (1981)
- Acróbatas. (1981)
- Protozaorios. (1981)
- Panteo. (1982)
- Acróbata. (1982)
- Protoesquema. (1982)
- Razas. (1982)
- Viajeros del éter. (1982)

## Ausstellungen
- Maske und Kompass. Gemälde und Zeichnungen von 1924 bis 1982 – April bis September 2025 im Centro Botín[1]